# Kapelle Maria Schnee (Winsau)

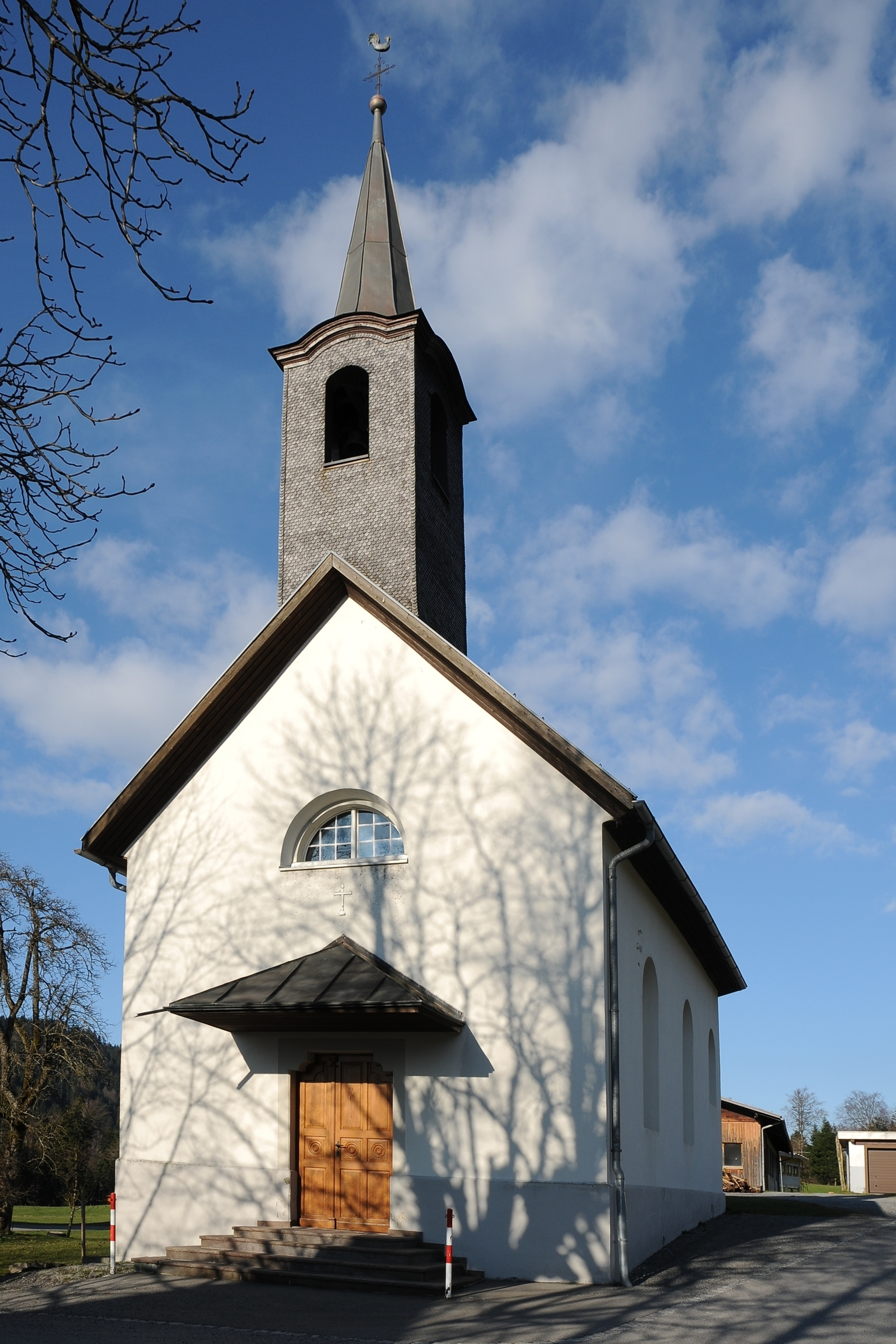
Kapelle Maria Schnee in Winsau

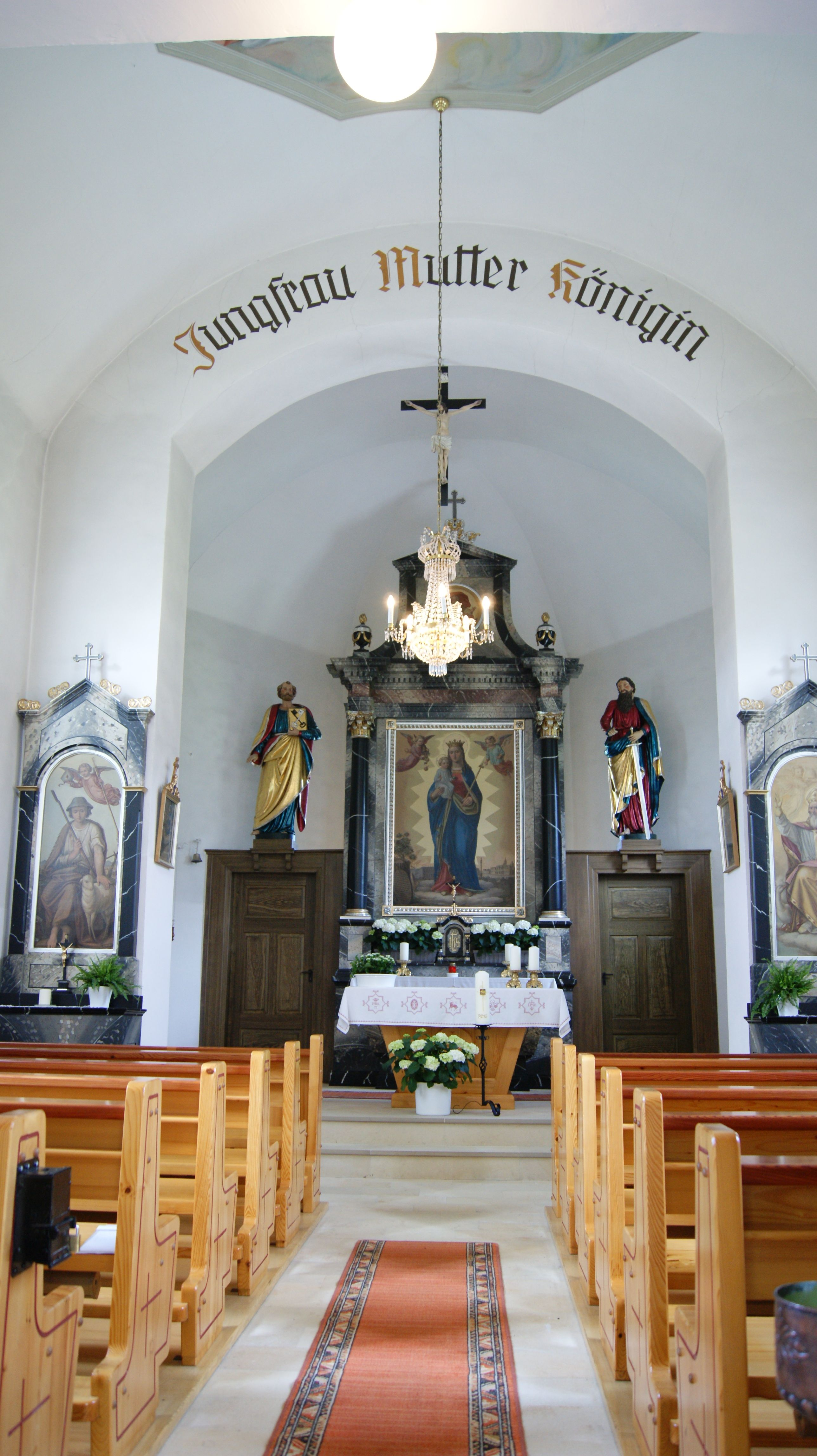
Innenraum mit Volksaltar und Hochaltar

Die römisch-katholische Kapelle Maria Schnee steht im Ortsteil Winsau der Gemeinde Dornbirn im Bezirk Dornbirn in Vorarlberg. Sie ist der Gottesmutter geweiht und gehört zur Pfarre Dornbirn-Haselstauden und damit zum Dekanat Dornbirn in der Diözese Feldkirch. Das Bauwerk aus dem Jahr 1872 steht unter Denkmalschutz. Die Kapelle (690 m ü. A. am Achrain) ist vom Stadtzentrum von Dornbirn etwa 6 km Luftlinie entfernt.

## Geschichte
Etwa seit 1756 steht, nachdem es 1756 zur brandbedingten Zerstörung von einigen Häusern in Winsau kam, aufgrund eines Gelübdes ein Bildstock. Der Bildstock stand auch noch nach dem Bau der ersten Kapelle am Wegesrand (etwa bis 1937).
Die 1872 errichtete Kapelle ersetzte einen kleineren, älteren Vorgängerbau aus dem Jahr 1786. Initiator für den Bau war der Dornbirner Weinhändler Matthäus Thurnher, welcher mehrere andere Spenden für kirchliche Zwecke leistete (z. B. Glasfenster in der Wallfahrtskirche Mariä Heimsuchung in Haselstauden, Kapelle am Rhomberg, Schwendebach etc.). Die Kapelle wurde 1873 durch Pfarrer Gebhard Fink von der Pfarrkirche Markt eingeweiht.
Während des Zweiten Weltkriegs mussten die beiden alten Grassmayer-Glocken abgeliefert werden.
Die Kapelle wird regelmäßig instand gehalten, 1994/95 erfolgte eine Generalsanierung, bei welcher die Altäre, das Deckenfresko, die Kreuzwegstationen, der Fußboden, die Bänke sowie die elektrischen Anlagen und die Beleuchtung erneuert bzw. renoviert wurden.

## Kirchenbau
Es handelt sich um einen Bau mit rechteckiger Grundform und Südwest/Nordost-Ausrichtung und 3/8 Chor. Nordöstlich (Altar) sind die Außenwände abgerundet. Die einfache Holztüre und der Glockendachreiter auf dem Satteldach mit achteckigem Spitzhelm befinden sich südwestlich. Nördlich am Chor befindet sich die angebaute Sakristei.
Der Betraum hat ein Tonnengewölbe und eine eingezogene Chorwand. In der Fassade befinden sich Rosettenfenster, über der Türe ein Rundbogenfenster.

## Ausstattung
Die Kapelle ist innen mit einem klassizistischen Hochaltar ausgestattet vor dem seit 1987 ein Volksaltar steht. Rechts und links des Altars stehen barocke Statuen, die Petrus und Paulus darstellen. Das Hochaltarbild sowie die Bilder beidseitig des Chorbogens (Heiliger Wendelin und Heiliger Martin) stammen von Johann Kaspar Rick aus Haselstauden. Unter dem Muttergottesbild findet sich eine naturgetreue Darstellung von Maria Maggiore (Rom).  Das Oberbild zeigt Gottvater und den Heiligen Geist. Das Deckengemälde zeigt Krönung Mariens.
Kreuzwegstationen befanden sich bereits in der Kapelle vor 1872. Die diesbezügliche Erlaubnis des damals zuständigen Generalvikariats in Konstanz vom 16. August 1793 ist im Pfarramt St. Martin aufbewahrt. Die heutigen Kreuzwegstationen wurden durch Pater Bruno Fuchs (O.C. Bregenz) am 1. August 1877 installiert.